# K-pop Star
Audição de sobrevivência do K-pop Star (em coreano:  서바이벌 오디션 K팝 스타) é um reality show Sul-coreano de competição, onde três agências de talento\entretenimento na Coreia do Sul, fazem audições em todo mundo com potências estrelas do K-pop. Os testes preliminares são realizados na Ásia, América do Norte, América do Sul, Europa, e Austrália. O vencedor final é lançado pela empresa de sua escolha, juntamente com um prêmio em dinheiro de três centenas de milhões de won (aprox. $ 300.000 dólares americanos), dois novos veículos, oportunidades para se tornar modelos de comerciais e atuar em dramas, além de outros benefícios.
Os três juízes originais do programa foram Yang Hyun-suk, fundador da YG Entertainment e ex-membro da popular banda sul-coreana, Seo Taiji & Boys, Park Jin-young, cantor/músico-compositor e fundador da JYP Entertainment, e o ícone pop coreano, BoA, da S.M. Entertainment. SM, YG e JYP são as três maiores empresas de mídia da Coreia. BoA foi substituído pelo cantor e compositor, You Hee-yeol, da Antenna Music para a 3 ª Temporada. Com as alterações no juízes para a temporada, os três juízes não representam mais as "3 Grandes" empresas de entretenimento. 
K-pop Star é uma parte da programação Good Sunday da SBS, junto com o Running Man. O show da primeira temporada foi ao ar em 4 de dezembro de 2011, todos os domingos à noite, a partir das 18:30 (fuso-horário coreano), até 29 de abril de 2012. A segunda temporada foi ao ar no dia 18 de novembro de 2012 até 14 de abril de 2013 ás 16:55. Yoon Do-hyun, cantor e artista e Boom, apresentaram a competição na primeira e segunda temporada. A terceira temporada foi ao ar a partir de 24 de novembro de 2013 a 13 de abril de 2014, ás 16:40. Jun Hyun-moo e Yoo Hye-young, substituíram Yoo e Boom como apresentadores na terceira temporada. A quarta temporada foi ao ar em 23 de novembro de 2014 até 12 de abril em 2015, todos os domingos a partir das 16:50, com Yura substituindo Yoo como apresentadora. A quinta temporada começou a ser exibida no dia 22 de novembro de 2015.
A sexta temporada foi anunciada para ser a temporada final do K-pop Star, intitulada K-pop Star 6: A Última Chance. Alterações no formato foram feitas para a temporada incentivar a participação de qualquer pessoa, na "última chance" de se tornar um K-pop Star. A temporada final vai ao ar em novembro de 2016.

## Prêmios
| Ano  | Prémios |
| ---- | --- |
| 2012 | - 2012 SBS Entertainment Awards (30 de dezembro) - Prêmio do Produtor - Yoon Do-hyun - Excelente Programa: K-pop Star - Prêmio Especial - BoA |
| 2013 | - 2013 SBS Entertainment Awards (30 de dezembro) - Excelente Programa: Categoria Variedade - K-pop Star                                       |